# クサミル
クサミル（アルバニア語: Ksamil, ギリシア語: Εξαμίλι）はアルバニアのヴロラ州の町であり、旧基礎自治体である。2015年にサランダ基礎自治体の町になった。2023年に町の人口は2,731人だった。